# Mi campeón
Mi campeón es una película de comedia de enredos mexicana de 1952 dirigida por Chano Urueta y protagonizada por Niní Marshall, Joaquín Pardavé, Fernando Fernández, Rosita Arenas y Beatriz Aguirre. Esta película tuvo la peculiaridad de juntar a la actriz argentina, Niní Marshall por tercera vez con Joaquín Pardavé, que colaboró en su adaptación; y con la estrella del cine cómico mexicano Germán Valdés «Tin-Tan», además de la actriz venezolana, Rosita Arenas. La música romántica corrió a cargo de Agustín Lara y su orquesta, y Libertad Lamarque.

## Argumento
Doña Lupe mantiene con su taquería a su vago marido Chóforo y a su hija Rosita. Él es entrenador de boxeo de Luis, un joven estudiante de medicina, quien está enamorado de la mujer, que es porrista en la universidad y se avergüenza del trabajo de su madre. Entonces, Doña Lupe le confiesa a Rosita que es hija de Doña Rosa, una mujer millonaria. La muchacha llega a casa de su verdadera madre, quien desconcertada no encuentra más opción que presentarla como descendiente de una amiga difunta.

## Elenco
- Niní Marshall como Doña Lupe/Cándida
- Joaquín Pardavé como Don Chóforo Moreno
- Fernando Fernández como Luis
- Rosita Arenas como Rosita
- Beatriz Aguirre como Doña Rosa Morfín Valenzuela
- Miguel Arenas como Don Ramiro
- Pepe del Río como Nacho
- Alfonso Iglesias (Padre) como Espectador de boxeo
- Wolf Ruvinskis como Pablo Rivas
- Libertad Lamarque como Cantante
- Germán Valdés como Tin Tan
- Marcelo Chávez como Marcelo
- Agustín Lara como Agustín
- Gloria Mestre como Bailarina
- Lina Salomé como Bailarina
- Armando Acosta como Espectador de boxeo
- Gregorio Acosta como Grandote en pelea de Don Choforito
- Eduardo Alcaraz como Señor Maccini
- Daniel Arroyo como Invitado a fiesta de Doña Rosa
- Stephen Berne como Entrenador
- Lupe Carriles como Invitada a fiesta de cumpleaños de Rosita
- María Luisa Cortés como La Murciélaga
- Amada Dosamantes como Mesera
- Jaime Fernández como Espectador de fútbol americano
- Pascual García Peña como Asistente de Don Choforito
- Conchita Gentil Arcos como Empleada de Doña Lupe
- Jesús Gómez como Espectador de boxeo
- Jorge Landeta como Espectador de fútbol americano
- Cecilia Leger como Invitada a fiesta de cumpleaños
- Velia Lupercio como Invitada a fiesta
- Miguel Ángel López como Espectador de fútbol americano
- Álvaro Matute como Chofer
- José Luis Moreno como Niño en fiesta de cumpleaños de Rosita
- José Muñoz como Espectador
- Antonio Padilla 'Pícoro' como Anunciador de ring
- José Pardavé como Invitado a fiesta de cumpleaños de Rosita
- Salvador Quiroz como Médico
- Antonio Reyna
- Carlos Robles Gil como Espectador boxeo
- Joaquín Roche como Espectador en pelea de Don Choforito
- Humberto Rodríguez como Invitado a fiesta de cumpleaños
- Julio Sotelo como Anunciador
- María Valdealde como Invitada a fiesta de Doña Rosa
- Hernán Vera como Invitado a fiesta de cumpleaños